# Wierzchowo (gmina)
Wierzchowo – gmina wiejska położona we wschodniej części województwa zachodniopomorskiego, w powiecie drawskim. Siedzibą gminy jest wieś Wierzchowo.
Według danych z 31 grudnia 2016 r. gmina miała 4343 mieszkańców.
Miejsce w województwie (na 114 gmin): 40. pod względem powierzchni, 84, pod względem ludności 84.

## Położenie
Gmina znajduje się we wschodniej części województwa zachodniopomorskiego, w południowo-wschodniej części powiatu drawskiego.
Leży na Równinie Wałeckiej i Pojezierzu Wałeckim.
Gmina stanowi 13,0% powierzchni powiatu.
Sąsiednie gminy:
- Czaplinek, Kalisz Pomorski i Złocieniec (powiat drawski)
- Mirosławiec i Wałcz (powiat wałecki)

Do 31 grudnia 1998 r. wchodziła w skład województwa koszalińskiego.
Nie mylić z inną, dawną gminą znajdującą się na terenie woj. pomorskiego – gminą Wierzchowo (Człuchowskie) (w powiecie człuchowskim).

## Demografia
Według danych z 31 grudnia 2016 r. gmina miała 4343 mieszkańców, co stanowiło 7,5% ludności powiatu. Gęstość zaludnienia wynosi 18,9 osoby na km².

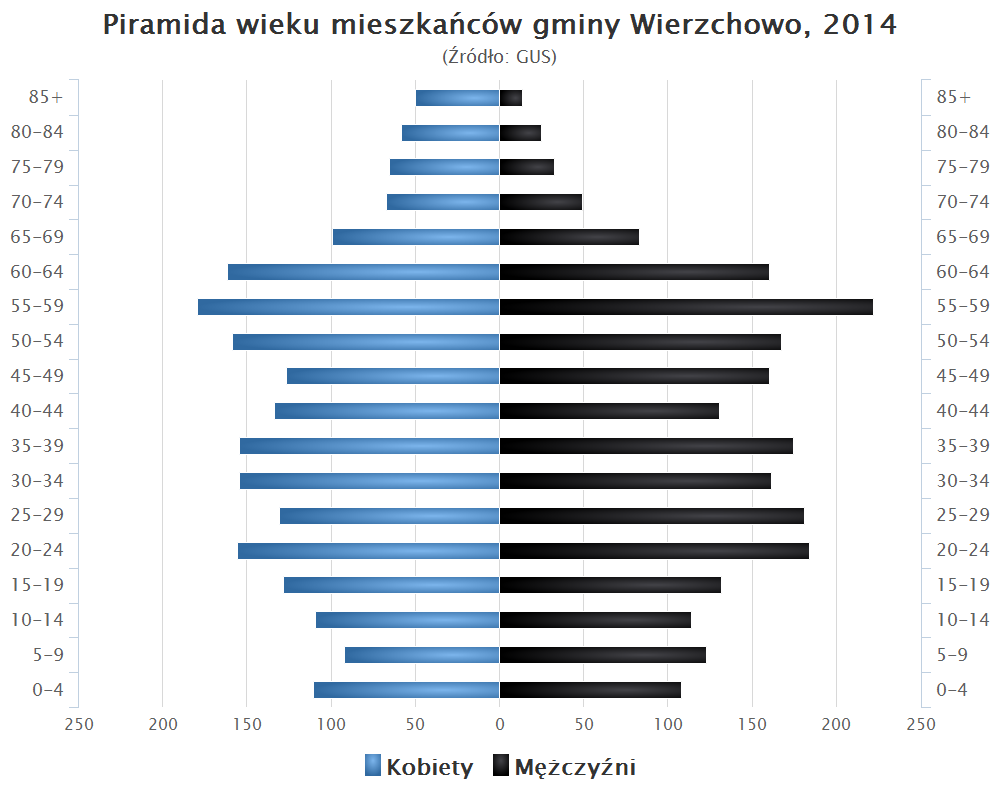
Piramida wieku mieszkańców gminy Wierzchowo w 2014 roku

Dane z 31 grudnia 2016 r.:
| Opis      | Ogółem | Ogółem | Kobiety | Kobiety | Mężczyźni | Mężczyźni |
| --------- | ------ | ------ | ------- | ------- | --------- | --------- |
| Jednostka | osób   | %      | osób    | %       | osób      | %         |
| Populacja | 4343   | 100    | 2121    | 48,84   | 2222      | 51,16     |

## Zabytki i atrakcje turystyczne
- kościół pw. św. Wojciecha z XIX w. z zabytkową dzwonnicą w Wierzchowie;
- kościoły w Osieku Drawskim i Żabinku (typ szachulcowy);
- liczne tablice upamiętniające walki o przełamanie Wału Pomorskiego (Garbowo, Nowe Laski).

## Przyroda i turystyka
Przez większą część gminy rozciąga się obszar leśny zwany Borami Krajeńskimi. Na południe od wsi Sośnica znajduje się rezerwat przyrody Sośnica, chroniący starodrzew bukowy. Z Drawska Pomorskiego do wsi Iłowiec (gmina Wałcz) prowadzi  niebieski „Szlak turystyczny im. 1 Warszawskiej Brygady Kawalerii”. Tereny leśne zajmują 61% powierzchni gminy, a użytki rolne 32%.
Teren gminy Wierzchowo charakteryzuje się dużą różnorodnością ukształtowania. Występują tu liczne wzniesienia porośnięte lasami bukowo-dębowymi i sosnowo-świerkowymi oraz strome stoki. W lasach dominują sosny, świerki, buki i dęby. Fauna reprezentowana jest przez dzika, sarnę, daniela, jelenia czy lisa, a także żubry, które odwiedzają te lasy z ostoi wałeckiej. Gniazdują tu: orzeł bielik, kania, rybołów i bocian czarny.

## Infrastruktura i transport

### Transport drogowy
Przez gminę prowadzi droga wojewódzka nr 177 łącząca Sośnicę z Czaplinkiem (15 km) i Mirosławcem (13 km). Odległość z Wierzchowa do tej drogi wynosi 7 km, a do stolicy powiatu, Drawska Pomorskiego 25 km jadąc przez Złocieniec (12 km).

### Transport kolejowy
Stacja kolejowa Wierzchowo Pomorskie uzyskała połączenie kolejowe w 1900 r. po wybudowaniu linii łączącej Kalisz Pomorski ze Złocieńcem oraz Wierzchowo z wsią Rudki (linia w kierunku Wałcza). W 1992 r. zamknięta została linia kolejowa nr 416, a cztery lata później z Kalisza Pomorskiego do Złocieńca.

### Poczta
W gminie czynny jest jeden urząd pocztowy: Wierzchowo (nr 78-530).

## Administracja
W 2016 r. wykonane wydatki budżetu gminy Wierzchowo wynosiły 17,1 mln zł, a dochody budżetu 16,0 mln zł. Zobowiązania samorządu (dług publiczny) według stanu na koniec 2016 r. wynosiły 6,2 mln zł, co stanowiło 38,8% poziomu dochodów.
Gmina jest obszarem właściwości Sądu Rejonowego w Drawsku Pomorskim. Sprawy z zakresu ubezpieczeń społecznych oraz sprawy gospodarcze są rozpatrywane przez Sąd Rejonowy w Koszalinie. Gmina jest obszarem właściwości Sądu Okręgowego w Koszalinie. Gmina (właśc. powiat drawski) jest obszarem właściwości miejscowej Samorządowego Kolegium Odwoławczego w Koszalinie.
Mieszkańcy gminy Wierzchowo razem z mieszkańcami gminy Czaplinek wybierają 5 radnych do Rady Powiatu Drawskiego, a radnych do Sejmiku Województwa Zachodniopomorskiego w okręgu nr 3. Posłów na Sejm wybierają z okręgu wyborczego nr 40, senatora z okręgu nr 99, a posłów do Parlamentu Europejskiego z okręgu nr 13.
Sołectwa w gminie Wierzchowo: Będlino, Garbowo, Nowe Laski, Osiek Drawski, Otrzep, Sośnica, Świerczyna, Wielboki, Wierzchowo, Żabin i Żabinek

## Miejscowości
WsieBonin, Żeńsko – Będlino, Garbowo, Nowe Laski, Osiek Drawski, Otrzep, Sośnica, Świerczyna, Wielboki, Wierzchowo, Żabin i Żabinek
OsadyDanowice, Dębniewice, Knowie, Króle, Radomyśl i Wierzchówko.

## Współpraca międzynarodowa
Od 1 lutego 2003 roku gmina współpracuje z niemiecką gminą Henstedt-Ulzburg.